# Kostel Nejsvětějšího Srdce Ježíšova (Horní Maxov)
Římskokatolický filiální kostel Nejsvětějšího Srdce Ježíšova (Páně) v Horním Maxově je novogotická sakrální stavba tvořící dominantu podhorské obce.

## Historie

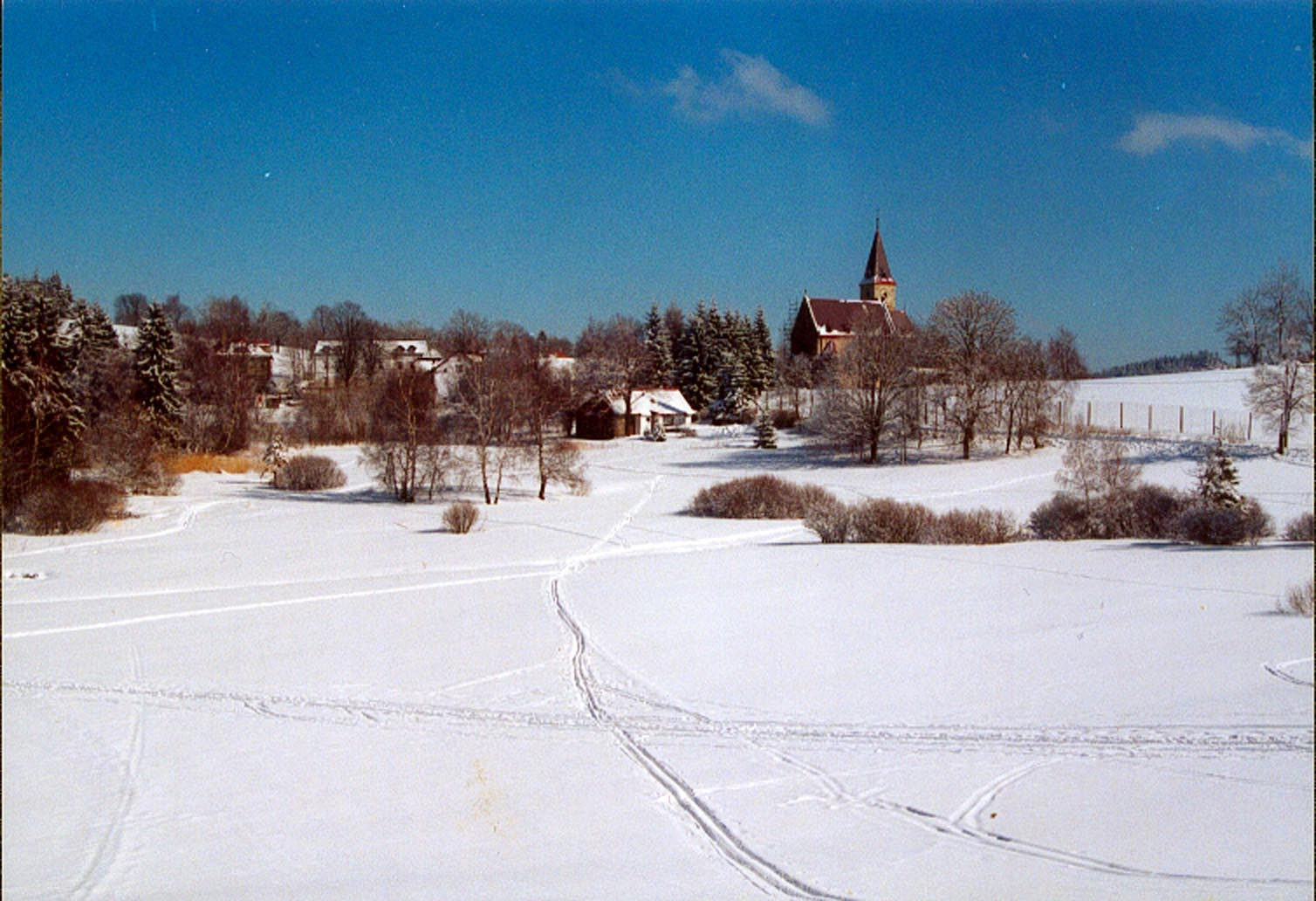
Zasazení kostela Nejsvětějšího Srdce Ježíšova v Horním Maxově do krajiny

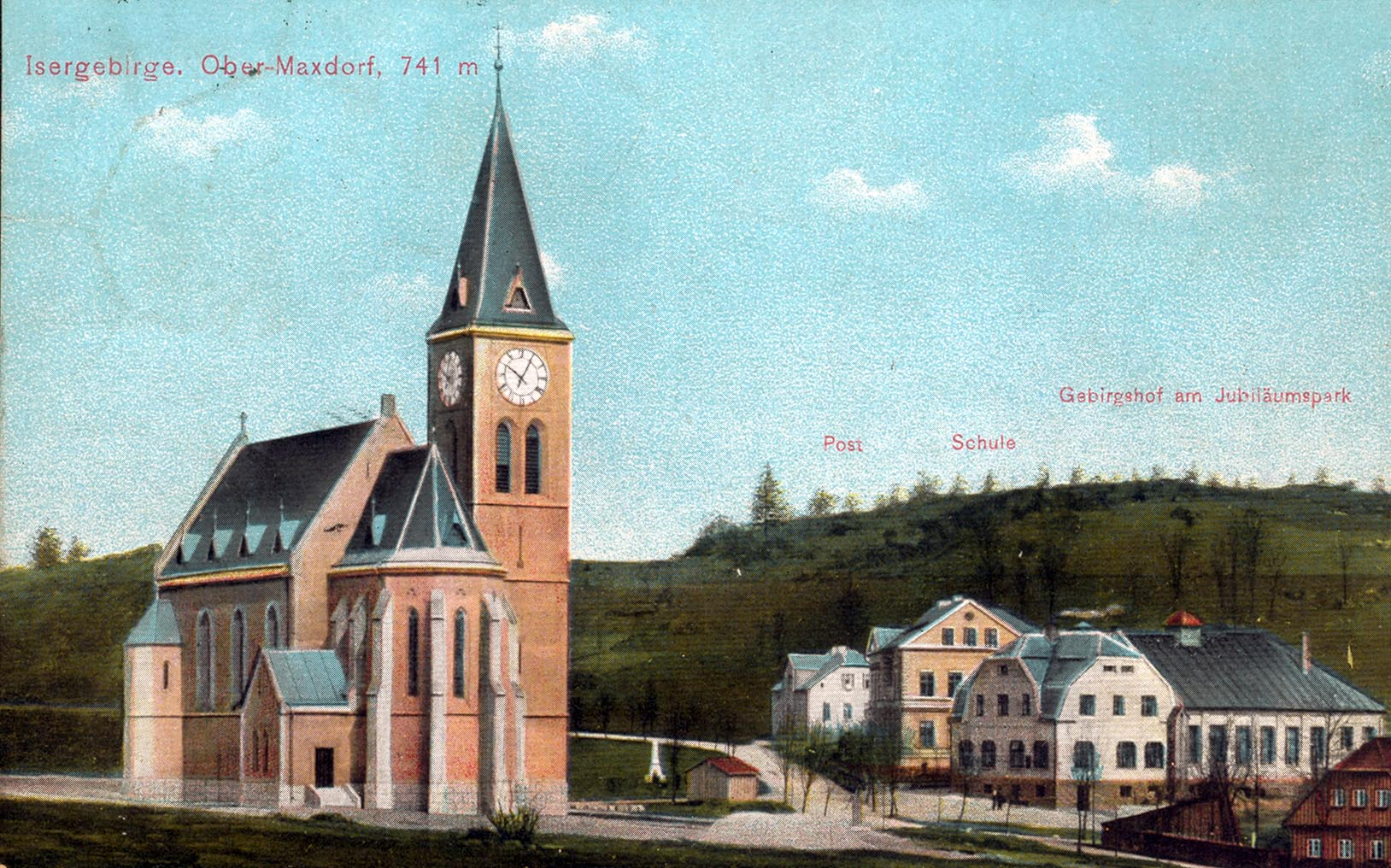
Historická pohlednice kostela v Horním Maxově

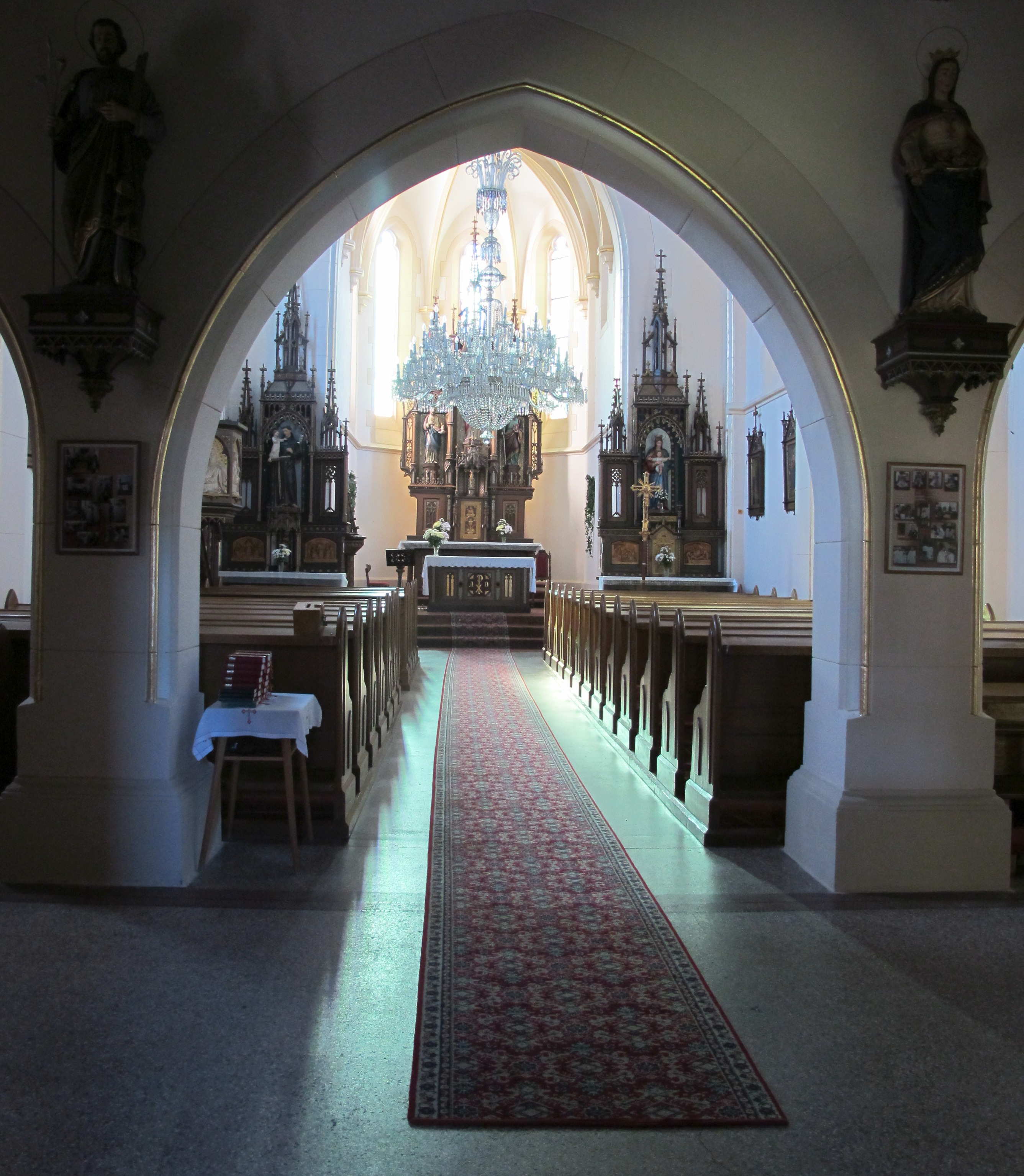
Interiér kostela Nejsvětějšího Srdce Ježíšova v Horním Maxově

Již na přelomu 19. a 20. století si obyvatelé Horního Maxova přáli mít v obci vlastní kostel, a za tím účelem vytvořili spolek pro výstavbu kostela. Jejich touha mohla být naplněna až o deset let později. Stavbu svěřili staviteli Josefu Turnwaldovi. V roce 1910 byl kostel nákladem 91 000 Korun dokončen.
Od roku 1999 probíhají rozsáhlé opravy kostela. V roce 2006 byla dokončena rekonstrukce větší části střechy, během které byla původní břidlicová krytina nahrazena měděným plechem. Opravována je postupně též fasáda, vitrážová okna i další části.

## Architektura
Jedná se o jednolodní, obdélnou stavbu s věží po severní straně a předsíní v průčelí. Loď má plochý strop. Presbytář je sklenut křížovou klenbou.

## Zařízení
Zařízení je pseudogotické. Autorem vnitřní výzdoby je známý frýdlantský řezbář Josef Klindermann. Hlavní oltář je zasvěcen Nejsvětějšímu Srdci Páně a jeho součástí je i skříňka s ostatky svatého Benedikta a svaté Verekundy. Dále se zde nacházejí dřevořezby Klanění pastýřů, Ukládaní mrtvého Krista a plastiky sv. Petra a sv. Pavla, které zdobí hlavní oltář. Boční oltář se sochou Panny Marie s Ježíškem v náručí byl vysvěcen 22. března 1926 hradeckým biskupem Karlem Kašparem. Na výstředně umístěné věži jsou na všech čtyřech stranách instalované věžní hodiny. Veliký skleněný lustr je dokladem mistrovské práce sklářů zdejšího kraje.

## Zvony
Konsekrace zvonů se uskutečnila 2. srpna a 1. listopadu 1910 litoměřickým biskupem Josefem Grossem. První zvony nezvonily bohužel příliš dlouho, protože byly roztaveny během první světové války. Nová sada zvonů, které darovali manželé Schölerovi z Josefova Dolu, byla opět vysvěcena 4. října 1925. Ani ty nezůstaly zachovány až do dnešní doby, protože byly zase rekvírovány pro válečné účely. Mezi lety 1999 až 2006 byl kostel plně zrestaurován a opraven. Byl také opatřen novými zvony, jejichž zvuk zní ve druhé dekádě 21. století Maxovem vždy v poledne a v 18 hodin.